# We Sold Our Soul for Rock ’n’ Roll
We Sold Our Soul for Rock ’n’ Roll (с англ. — «Мы продали нашу душу за рок-н-ролл») — альбом-компиляция британской хеви-метал-группы Black Sabbath, первоначально выпущен 1 декабря 1975 года в Великобритании и затем, в феврале 1976 года, в США.

## Информация об альбоме
Звукозаписывающая компания NEMS после подписания контракта с Black Sabbath и выпуска альбома 1975 года Sabotage не теряла времени. Она также приобрела права на предыдущие диски Black Sabbath и быстро выпустила этот сборник. Хотя к этому времени Black Sabbath насчитывали шесть студийных альбомов, сборка в большей мере отражает первые четыре.
Версии диска на кассете и виниле имеют два дополнительных трека: «Warning» и «Laguna Sunrise».
Оригинальное издание альбома выпущено в матовой отделке с фотографией группы на центральной странице, однако затем альбом был отправлен на перепечатку и вышел в глянцевом оформлении.
Также на оригинальном виниловом диске перед композицией «N.I.B.» записано басовое соло Батлера, позже убранное.
Некоторые американские копии не содержат трек «Wicked World», хотя он и указан на обложке.
Был перевыпущен 13 апреля 1999 года.

## Сертификации
Диск получил статус серебряного в Великобритании BPI 1 октября 1976 года. В США по данным RIAA альбом получил статус золотого 7 февраля 1980 года, платинового 13 мая 1986 года и дважды платинового 16 марта 2000 года.

## Список композиций
Список композиций указан по оригинальному двухдисковому изданию 1975 года на виниловых грампластинках со скоростью вращения 33⅓ оборота в минуту звукозаписывающей компании NEMS для британского рынка, каталожный номер — 6641 335.
Слова и музыка всех песен — Оззи Осборн, Тони Айомми, Гизер Батлер, Билл Уорд, если не указано иное.
| №  | Название        | Автор(ы)                                                     | Альбом               | Длительность |
| -- | --------------- | ------------------------------------------------------------ | -------------------- | ------------ |
| 1. | «Black Sabbath» |                                                              | Black Sabbath (1970) | 6:20         |
| 2. | «The Wizard»    |                                                              | Black Sabbath (1970) | 4:22         |
| 3. | «Warning»       | Эйнсли Данбар, Джон Муршид, Алекс Дмоховский, Виктор Хиклинг | Black Sabbath (1970) | 10:30        |

| №  | Название       | Альбом                                             | Длительность |
| -- | -------------- | -------------------------------------------------- | ------------ |
| 1. | «Paranoid»     | Paranoid (1970)                                    | 2:45         |
| 2. | «War Pigs»     | Paranoid (1970)                                    | 8:49         |
| 3. | «Iron Man»     | Paranoid (1970)                                    | 5:47         |
| 4. | «Wicked World» | сторона Б на английском сингле «Evil Woman» (1970) | 4:35         |

| №  | Название                | Альбом                       | Длительность |
| -- | ----------------------- | ---------------------------- | ------------ |
| 1. | «Tomorrow’s Dream»      | Black Sabbath, Vol. 4 (1972) | 3:06         |
| 2. | «Fairies Wear Boots»    | Paranoid (1970)              | 6:07         |
| 3. | «Changes»               | Black Sabbath, Vol. 4 (1972) | 4:41         |
| 4. | «Sweet Leaf»            | Master of Reality (1971)     | 5:02         |
| 5. | «Children of the Grave» | Master of Reality (1971)     | 5:15         |

| №  | Название                    | Альбом                        | Длительность |
| -- | --------------------------- | ----------------------------- | ------------ |
| 1. | «Sabbath Bloody Sabbath»    | Sabbath Bloody Sabbath (1973) | 5:43         |
| 2. | «Am I Going Insane (Radio)» | Sabotage (1975)               | 4:20         |
| 3. | «Laguna Sunrise»            | Black Sabbath, Vol. 4 (1972)  | 2:49         |
| 4. | «Snowblind»                 | Black Sabbath, Vol. 4 (1972)  | 5:25         |
| 5. | «N.I.B.»                    | Black Sabbath (1970)          | 5:58         |

Когда альбом был издан на CD в связи с временными ограничениями, из него были убраны композиции «Wicked World», «Warning» и «Laguna Sunrise». В Великобритании диск был позднее перемонтирован и выпущен как двухдисковое CD-издание, копирующее оригинальный альбом, а также содержащее восстановленное соло на бас-гитаре Батлера.

## Участники записи
- Оззи Осборн — вокал
- Тони Айомми — гитара
- Гизер Батлер — бас-гитара
- Билл Уорд — ударные
- Джеральд Вудрофф — клавишные
- Рик Уэйкман — клавишные на композиции «Sabbath Bloody Sabbath»

## Позиции в хит-парадах
| Хит-парад (1976)                 | Высшая позиция | Пребывание в чарте |
| -------------------------------- | -------------- | ------------------ |
| Великобритания (UK Albums Chart) | 35             | 5 недель           |
| США (Billboard Top LPs & Tape)   | 48             | 10 недель          |
| Швеция (Sverigetopplistan)       | 21             | 2 недели           |